# Gauche démocrate et républicaine
De Groupe de la gauche démocrate et républicaine (GDR) is sinds 26 juni 2007 een fractie in de Nationale Vergadering van Frankrijk. De fractie werd opgericht door de Franse Communistische Partij (PCF), de groenen van Les Verts en verschillende linkse afgevaardigden van de Franse overzeese gebieden. Tijdens de eerste legislatuur stapten de groenen uit de fractie. Na de verkiezingen van 2012 bestond de groep uit tien vertegenwoordigers van de Front de gauche, waaronder zeven communisten, en vijf linkse afgevaardigden van de overzeese gebieden. Sinds de verkiezingen van 2017 telt de GDR-fractie elf communisten en vijf overzeese afgevaardigden.
Het equivalent van de groep in de Franse Senaat is de Groupe Communiste, Républicain, Citoyen et des Sénateurs du Parti de Gauche.
Samenstelling per 27 juli 2019 
 De deelnemende partijen met de meeste zetels worden genoemd, alleen de partijen met een enkele zetel binnen de fractie ontbreken.